# Djurs Nørre Herred

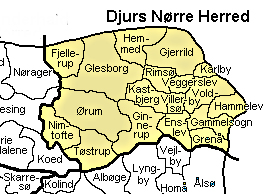
Djurs Nørre Herred

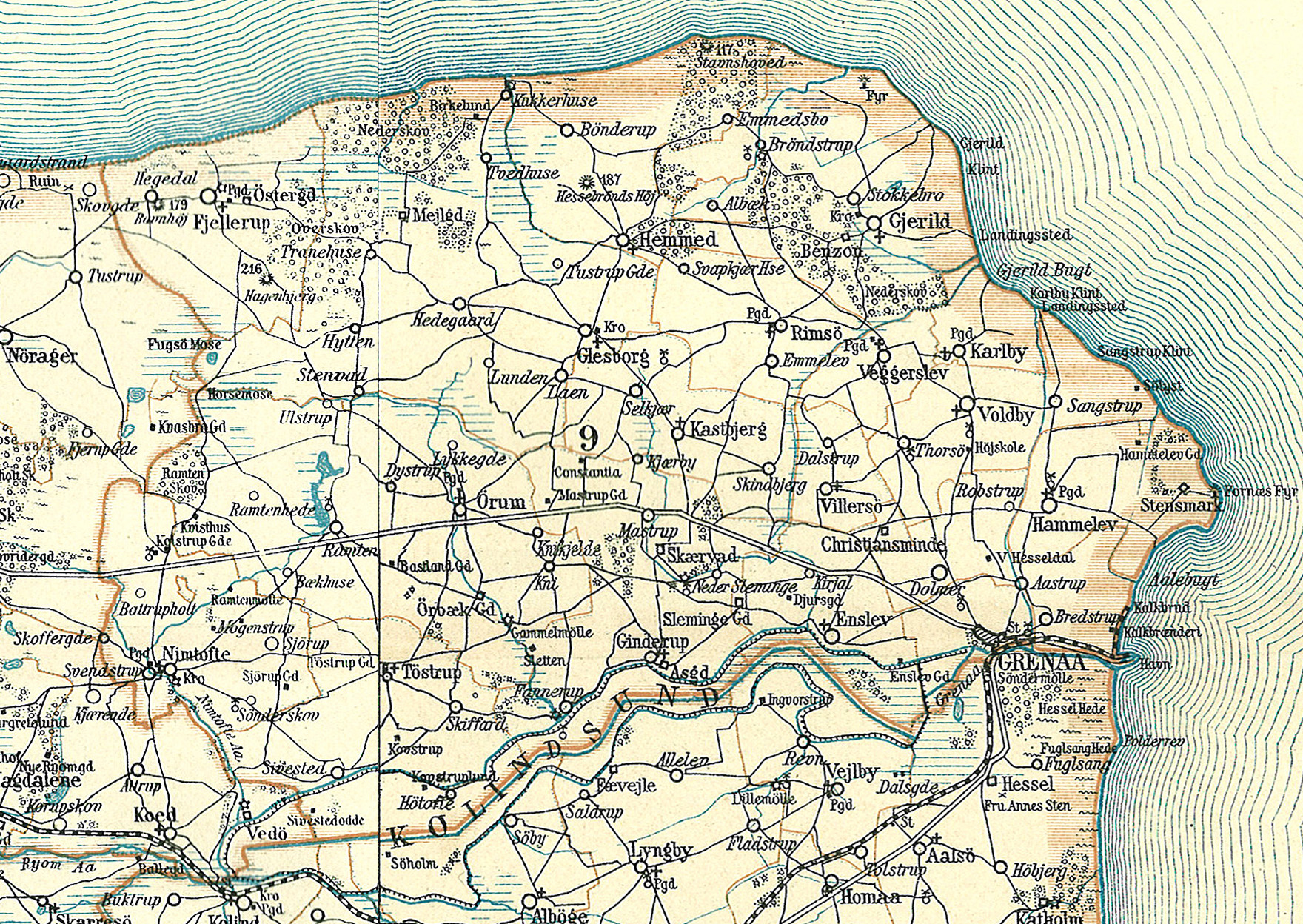
Djurs Nørre Herred rond 1900

Djurs Nørre Herred was een herred in het voormalige Randers Amt in Denemarken. In Kong Valdemars Jordebog wordt de herred vermeld als Dyursæ Nørræhæreth. Het gebied ging bij de bestuurlijke reorganisatie in Denemarken over naar de nieuwe provincie Aarhus.
De herred omvatte oorspronkelijk 18 parochies. Daarnaast lag de stad Grenaa binnen Djurs Nørre.
- Anholt
- Enslev
- Fjellerup
- Gammelsogn opgeheven
- Ginnerup
- Gjerrild
- Glesborg
- Grenaa
- Hammelev
- Hemmed
- Karlby
- Kastbjerg
- Nimtofte
- Rimsø
- Tøstrup
- Veggerslev
- Villersø
- Voldby
- Ørum